# Rogiera backhousii
Rogiera backhousii là một loài thực vật có hoa trong họ Thiến thảo. Loài này được (Hook.f.) Borhidi miêu tả khoa học đầu tiên năm 1987.